# رود نیل (ایالت)
رود نیل (به عربی: ولایة نهر النیل) یک منطقهٔ مسکونی در سودان است که در Anglo-Egyptian Sudan واقع شده‌است. رود نیل ۱۲۲٬۱۲۳ کیلومتر مربع مساحت و ۱٬۴۷۲٬۲۵۷ نفر جمعیت دارد.